# 大汉山 (马来西亚)
大汉山（马来文：Gunung Tahan）海拔2187米，是马来半岛的最高峰。其位于马来西亚彭亨州国家公园内，为大汉山脉的一部分。
在马来文中，“Gunung”意为“山”，“Tahan”意为“忍耐”。顾名思义，这是一座需要一定耐力才能登上的山峰，也因此被认为是马来西亚半岛最难攀登的山峰之一。

## 步道
瓜拉大汉步道是最老也是最好的观景步道。往返这条古道通常需要七天。登山者在到达山脚下之前需要越过许多山脊及河流，最后才能登上大汉山。
另外两条步道分别为美拉坡步道（Merapoh）和吉兰丹步道。两者都大大短于瓜拉大汉步道。往返美拉坡步道只需3至4天。从瓜拉大汉步道到达美拉坡步道大约需要5天。